# Лукас Сулай Клоппенборг
Лукас Сулай Клоппенборг (дат. Lukas Sulaj Kloppenborg; род. 9 декабря 2001, Хольбек, Дания) — датско-албанский профессиональный шоссейный велогонщик, выступающий за команду SCC. Двукратный чемпион Албании в групповой гонке (2023, 2025).

## Карьера
Лукас начал заниматься велоспортом в 2011 году в клубе Holbæk Cykle Ring (ныне Holbæk Cykelsport). Несмотря на проблемы с астмой и аллергией, требующие постоянного наблюдения в госпитале Биспебьерг, он перешёл в молодёжную команду Næstved junior в 2018 году.
В 2020 году он присоединился к элитной команде SCC, но из-за проблем со здоровьем смог принять участие только в одной гонке. В 2022 году подписал контракт с UCI Continental Team SCC.

### Чемпионат Албании (2023)
В 2023 году Клоппенборг выиграл чемпионат Албании в групповой гонке, хотя его победа сопровождалась скандалом. По словам другого участника гонки, Юльбера Сефа, Клоппенборг сократил дистанцию, спрятавшись в лесу, и присоединился к лидерам перед финишем.

## Достижения
2023
1 Чемпион Албании — групповая гонка
2025
1 Чемпион Албании — групповая гонка